# Olteni (okręg Vrancea)
Olteni – wieś w Rumunii, w okręgu Vrancea, w gminie Vârteșcoiu. W 2011 roku liczyła 269
mieszkańców.